# Armande de Polignac
Contessa de Chabannes-La Palice Armande de Polignac (Parigi, 8 gennaio 1876 – Neauphle-le-Vieux, 29 aprile 1962) è stata una compositrice francese.

## Biografia
Era nipote del principe Edmond de Polignac e della principessa Winnaretta de Polignac, protettrice di Ravel, Stravinskij e Milhaud. Studiò privatamente con Eugène Gigout e Gabriel Fauré, nonché con Vincent d'Indy alla Schola Cantorum.
De Polignac sposò il conte di Chabanne la Palice.

## Opere
(elenco parziale)
- La flûte de jade song cycle
- Chant d'amour (in La flûte de jade) (Testo: Franz Toussaint dopo Chen-Teuo-Tsan)
- Ki-Fong (in La flûte de jade) (Testo: Franz Toussaint dopo Tschang-So-Su)
- Ki-Fong (in La flûte de jade) (Testo: dopo Franz Toussaint) ENG FRE
- La rose rouge (in La flûte de jade) (Testo: Franz Toussaint dopo Li-Tai-Po)
- Le heron blanc (in La flûte de jade) (Testo: Franz Toussaint dopo Li-Tai-Po)
- Le palais ruiné (in La flûte de jade) (Testo: Franz Toussaint dopo Tu Fu)
- Li-Si (in La flûte de jade) (Testo: Franz Toussaint dopo Li-Tai-Po)
- Li-Si (in La flûte de jade) (Testo: dopo Franz Toussaint)
- Ngo Gay Ngy (in La flûte de jade) (Testo: Franz Toussaint dopo Wou-Hao)
- Ngo Gay Ngy (in La flûte de jade) (Testo: dopo Franz Toussaint) [4]
- Sonate pour violon et piano
- La Source Lointaine, balletto
- Valse